# Зелений Яр (Калуський район)
Зелений Яр — село Калуського району Івано-Франківської області. Входить до складу Новицької сільської громади.

## Географія
У селі бере початок потік Сільниця.

## Археологія
На території села жителі знаходили речі часів неоліту.

## Історія
На території села відбулася битва з татарською ордою 13.11.1672 (відома як битва під Калушем). Колишня назва села — Ляндештрай (нім. Landestreu — означає «вірний землі»). Засноване 1783 року . Поселення згадується як колонія німців-протестантів «Угаршталь» у Йосифінській метриці 1787 року, перейменована пізніше через існування іншої колонії з однойменною назвою. Колоністи не розчинилися у слов'янському середовищі, а зберегли свою національну та релігійну самобутність. Розводили зразкові сорти яблунь та плодових дерев. Станом на 1808 р. у Ляндештрай проживало 327 протестантів.
У 1880 році було 406 мешканців (визнання протестантського), а на поч. ХХ ст. — 462 особи. 
13 жителів села воювали в лавах австрійської армії під час Першої світової війни. Польсько-українська війна й окупація поляками Галичини привели 18 лютого 1939 року до перейменування села на Мазурув (Mazurów). 1.011939 р. в селі проживало 550 мешканців (30 українців, 40 поляків, 30 євреїв і 450 німців). Село належало до ґміни Новиця Калуського повіту Станиславівського воєводства.
Колишня німецька колонія була ліквідована радянською владою у 1940 році. Її мешканців було депортовано до Вартегау (Німеччина) за програмою Додому в Рейх. Комуністична влада в 1944 р. спробувала влаштувати тут гніздо НКВД, яке було знищене повстанцями. Надалі сюди переселено українців з бойківського села Буковець (Закерзоння). 19 вересня 1950 р. рішенням Калуського райвиконкому № 371 утворено колгосп імені Будьонного, куди загнали 103 селянські господарства. У 1951 р. був убитий голова колгоспу Шушняк. А 9.10.1951 райвиконком ухвалив рішення № 467 про виселення села в Забузький район. Після виселення жителів ліквідували сільраду і приєднали територію до колгоспу села Новиця, а 61,6 га землі рішенням № 52 від 8 лютого 1952 р. передали до колгоспу імені Шевченка села Камінь Перегінського району.
20 червня 1989 року село Зелений Яр відновлене шляхом виділення з села Новиця.
Тепер тут мають дачі мешканці Калуша, а місцеві мешканці (58 дворів, 192 жителі) збудували та освятили в 1999 році церкву Успіння Пресвятої Богородиці (храмове свято 28 серпня, належить до Калуського благочиння Івано-Франківської єпархії ПЦУ).

## Населення

### Мова
Розподіл населення за рідною мовою за даними перепису 2001 року:
| Мова       | Кількість | Відсоток |
| ---------- | --------- | -------- |
| українська | 174       | 98.86%   |
| російська  | 2         | 1.14%    |
| Усього     | 176       | 100%     |

## Сусідні села
- Новиця
- Старий Угринів
- Середній Угринів
- Петранка
- Вербівка
- Камінь
- Берлоги
- Добровляни

## Вулиці
У селі є вулиці:
- Карпатська
- Сагайдачного